# Union soviétique aux Jeux olympiques d'été de 1952
L'Union soviétique participe aux Jeux olympiques d'été pour la première fois aux Jeux olympiques d'été de 1952 à Helsinki, remportant 71 médailles (22 en or, 30 en argent et 19 en bronze) et se situant à la deuxième place des nations, au tableau des médailles. La réussite de la délégation soviétique tient à sa capacité à être présente et compétitive dans de nombreux sports. Mais c’est plus particulièrement l’haltérophilie, la  lutte et surtout sur la  gymnastique qui permettent aux athlètes soviétiques de briller. En   gymnastique en effet, les Soviétiques rapportent d’Helsinki pas moins de 22 médailles sur les 47 possibles, 9 médailles d’or sur les 15 en compétition.

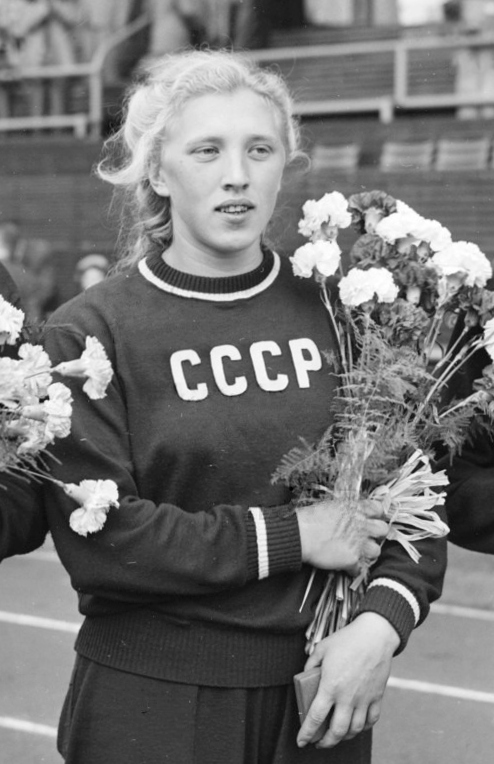
Galina Zybina obtient la médaille d’or au lancer du poids.

## Bilan global
| Sport         | Médaille d'or, Jeux olympiques | Médaille d'argent, Jeux olympiques | Médaille de bronze, Jeux olympiques | Total |
| Athlétisme    | 2                              | 8                                  | 7                                   | 17    |
| Aviron        | 1                              | 2                                  | 0                                   | 3     |
| Basket-ball   | 0                              | 1                                  | 0                                   | 1     |
| Boxe          | 0                              | 2                                  | 4                                   | 6     |
| Canoë-kayak   | 0                              | 0                                  | 1                                   | 1     |
| Gymnastique   | 9                              | 11                                 | 2                                   | 22    |
| Haltérophilie | 3                              | 3                                  | 1                                   | 7     |
| Lutte         | 6                              | 2                                  | 2                                   | 10    |
| Tir           | 1                              | 1                                  | 2                                   | 4     |
|               | 22                             | 30                                 | 19                                  | 71    |

## Liste des médaillés soviétiques

### Médailles d'or
| Sport               | Discipline                                   | Sportifs | Performance  |
| Médailles d'or : 22 |                                              | |              |
| Athlétisme          | Lancer du poids (F)                          | Galina Zybina | 15,28 m (RM) |
| Athlétisme          | Lancer du disque (F)                         | Nina Romashkova | 55,03 m (RO) |
| Aviron              | Skiff (H)                                    | Yuri Tyukalov | 8 min 12 s 8 |
| Gymnastique         | Concours général individuel (F)              | Maria Gorokhovskaya | 76,78 pts    |
| Gymnastique         | Concours général individuel (H)              | Viktor Chukarin | 115,70 pts   |
| Gymnastique         | Concours général par équipes (F)             | Maria Gorokhovskaya Nina Bocharova Galina Minaicheva Galina Urbanovich Pelageya Danilova Medea Dzhugeli Galina Shamrai Ekaterina Kalinchuk | 527,03 pts   |
| Gymnastique         | Concours général par équipes (H)             | Viktor Chukarin Grant Shaginian Valentin Muratov Evgeny Korolkov Vladimir Belyakov Iosif Berdiev Mikhail Perelman Dmitri Leonkin           | 574,35 pts   |
| Gymnastique         | Saut de cheval (F)                           | Ekaterina Kalinchuk | 19,20 pts    |
| Gymnastique         | Saut de cheval (H)                           | Viktor Chukarin | 19,20 pts    |
| Gymnastique         | Poutre (F)                                   | Nina Bocharova | 19,22 pts    |
| Gymnastique         | Cheval d'arçons (H)                          | Viktor Chukarin | 19,50 pts    |
| Gymnastique         | Anneaux (H)                                  | Grant Shaginyan | 19,75 pts    |
| Haltérophilie       | Coq - de 56 kg                               | Ivan Udodov | 315,0 kg     |
| Haltérophilie       | Plumes 56-60 kg                              | Rafael Chimishkyan | 337,5 kg     |
| Haltérophilie       | Mi-lourds 75-82,5 kg                         | Trofim Lomakin | 417,5 kg     |
| Lutte               | Lutte Gréco-Romaine Poids mouche - 52 kg     | Boris Gurevich |              |
| Lutte               | Lutte Gréco-Romaine Poids plume, 57 - 62 kg  | Yakov Punkin |              |
| Lutte               | Lutte Gréco-Romaine Poids légers, 62 - 67 kg | Shazam Safin |              |
| Lutte               | Lutte Gréco-Romaine Poids lourds, + 87 kg    | Johannes Kotkas |              |
| Lutte               | Lutte libre Poids moyens, 73 - 79 kg         | David Tsimakuridze |              |
| Lutte               | Lutte libre Poids lourds, + 87 kg            | Arsen Mekokishvili |              |
| Tir                 | 300 m carabine trois positions               | Anatoli Bogdanov | 1123 pts     |

### Médailles d'argent
| Sport                   | Discipline                                            | Sportifs | Performance  |
| Médailles d'argent : 30 |                                                       | |              |
| Athlétisme              | 80 m haies (F)                                        | Maria Golubnichaya | 11 s 1       |
| Athlétisme              | 400 m haies (H)                                       | Yuri Lituyev | 51 s 3       |
| Athlétisme              | 3 000 mètres steeple (H)                              | Vladimir Kazantsev | 8 min 51 s 6 |
| Athlétisme              | Relais 4 × 100 m (H)                                  | Boris Tokaryev Levan Kalyayev Levan Sanadze Vladimir Sukharyev | 40 s 3       |
| Athlétisme              | Saut en longueur (F)                                  | Aleksandra Chudina | 6,14 m       |
| Athlétisme              | Triple saut (H)                                       | Leonid Shcherbakov | 15,98 m      |
| Athlétisme              | Lancer du disque (F)                                  | Elizaveta Bagryantseva | 47,08 m      |
| Athlétisme              | Lancer du javelot (F)                                 | Aleksandra Chudina | 50,01 m      |
| Aviron                  | Deux de couple (H)                                    | Georgiy Zhylin Ihor Yemchuk | 7 min 38 s 3 |
| Aviron                  | Huit                                                  | Vladimir Rodimushkin Aleksei Komarov Igor Borisov Slava Amiragov Leonid Gissen Yevgeni Samsonov Vladimir Kryukov Igor Polyakov Yevgeni Brago                                                                                 | 6 min 31 s 2 |
| Basket-ball             |                                                       | Stepas Butautas Nodar Dzhordzhikiya Anatoly Konev Otar Korkiya Heino Kruus Ilmar Kullam Justinas Lagunavičius Joann Lõssov Aleksandr Moiseyev Yuri Ozerov Kazys Petkevičius Stasys Stonkus Maigonis Valdmanis Viktor Vlassov |              |
| Boxe                    | Super-légers 60-63,5 kg                               | Viktor Mednov |              |
| Boxe                    | Welters 63,5-67 kg                                    | Sergey Shcherbakov |              |
| Gymnastique             | Concours général individuel (F)                       | Nina Bocharova | 75,94 pts    |
| Gymnastique             | Concours général individuel (H)                       | Grant Shaginyan | 114,95 pts   |
| Gymnastique             | Exercices d'ensemble avec agrès portatifs par équipes | Maria Gorokhovskaya Nina Bocharova Galina Minaicheva Galina Urbanovich Pelageya Danilova Galina Shamrai Medea Jugeli Ekaterina Kalinchuk                                                                                     | 73,00 pts    |
| Gymnastique             | Saut de cheval (F)                                    | Maria Gorokhovskaya | 19,19 pts    |
| Gymnastique             | Barres asymétriques (F)                               | Maria Gorokhovskaya | 19,26 pts    |
| Gymnastique             | Poutre (F)                                            | Maria Gorokhovskaya | 19,13 pts    |
| Gymnastique             | Sol (F)                                               | Maria Gorokhovskaya | 19,20 pts    |
| Gymnastique             | Cheval d'arçons (H)                                   | Grant Shaginyan | 19,40 pts    |
| Gymnastique             | Cheval d'arçons (H)                                   | Evgeny Korolkov | 19,40 pts    |
| Gymnastique             | Anneaux (H)                                           | Viktor Chukarin | 19,55 pts    |
| Gymnastique             | Barres parallèles (H)                                 | Viktor Chukarin | 19,60 pts    |
| Haltérophilie           | Plumes 56-60 kg                                       | Nikolai Saksonov |              |
| Haltérophilie           | Légers 60-67,5 kg                                     | Yevgeni Lopatin |              |
| Haltérophilie           | Mi-lourds 75-82,5 kg                                  | Grigori Novak |              |
| Lutte                   | Lutte Gréco-Romaine Poids mi-lourds 79 - 87 kg        | Shalva Chikhladze |              |
| Lutte                   | Lutte libre Poids coq 52 - 57 kg                      | Rashid Mamedbekov |              |
| Tir                     | Pistolet à 50 m position couchée                      | Boris Andreïev | 400 pts      |

### Médailles de bronze
| Sport                    | Discipline                                   | Sportifs            | Performance   |
| Médailles de bronze : 19 |                                              |                     |               |
| Athlétisme               | 200 m (F)                                    | Nadezhda Khnykina   | 24 s 2        |
| Athlétisme               | 10 000 m (H)                                 | Aleksandr Anufriyev | 29 min 48 s 2 |
| Athlétisme               | 10 km marche (H)                             | Bruno Junk          | 45 min 41 s 0 |
| Athlétisme               | Saut en hauteur (F)                          | Aleksandra Chudina  | 1,63 m        |
| Athlétisme               | Lancer du poids (F)                          | Klavdiya Tochenova  | 14,50 m       |
| Athlétisme               | Lancer du disque (F)                         | Nina Dumbadze       | 46,29 m       |
| Athlétisme               | Lancer du javelot (F)                        | Yelena Gorchakova   | 49,76 m       |
| Boxe                     | Mouches -51 kg                               | Anatoliy Bulakov    |               |
| Boxe                     | Coq 51-54 kg                                 | Gennadiy Garbuzov   |               |
| Boxe                     | Super-moyens 67-71 kg                        | Boris Tishin        |               |
| Boxe                     | Mi-lourds 75-81 kg                           | Anatoliy Perov      |               |
| Canoë-Kayak              | K-1 500 m (F)                                | Nina Savina         | 2 min 21 s 6  |
| Gymnastique              | Saut de cheval (F)                           | Galina Minaicheva   | 19,16 pts     |
| Gymnastique              | Anneaux (H)                                  | Dmitri Leonkin      | 19,40 pts     |
| Haltérophilie            | Mi-lourds 75-82,5 kg                         | Arkadi Vorobyev     | 407,5 kg      |
| Lutte                    | Lutte Gréco-Romaine Poids coq 52 - 57 kg     | Artem Teryan        |               |
| Lutte                    | Lutte Gréco-Romaine Poids moyens, 73 - 79 kg | Nikolay Belov       |               |
| Tir                      | 300 m carabine trois positions               | Lev Weinstein       | 1109 pts      |
| Tir                      | 50 m carabine trois positions                | Boris Andreïev      | 1163 pts      |